# Талабан польовий
Талаба́н польови́й (Thlaspi arvense) — однорічна рослина родини капустяних. Їстівна, жироолійна та лікарська культура, місцями поводить себе як бур'ян.

## Назва
Назва роду походить від грецьких слів: «Тласпі» (Thlaspi) — означає «здавлений в щит», «тлао» (thlao) — «здавлювати», і пов'язана з формою плодів рослини, та «аспіс» (aspis) — «щит». Видова назва в перекладі з латинської мови — «польовий».
Українські народні назви: безвершник, білиця, білка, вередник, волоски, волосник, горобина кашка, гремука, гречичка, дзвінок, дзвонець, дзвонці, клопець, лопатки, талабан, талбан, тоболочник, тоболочник ролевий, чорне ребро, ярошка, ярутка, ярутка польова.

## Опис
Трав'яниста рослина заввишки 20—50 см з сизим відтінком. Стебла прості або розгалужені. Листки цілісні, нижні — на коротких черешках, довгасті або еліптичні, верхні — сидячі, довгасто-ланцетні або стрілоподібні. Квітки білі, актиноморфні, чотирипелюсткові. Чашолистків 4, вони відлеглі від пелюсток, завдовжки 2-2,5 мм. Тичинок 6, маточка 1. Плоди — стручки, округло-еліптичні, ширококрилаті, на верхівці глибоковиїмчасті, з дуже коротким стовпчиком між виїмками. Насінини коричневі, з борозенчастою поверхнею.

## Хімічний склад
Хімічний склад рослини майже не вивчений. Відомо, що в насінні талабану польового міститься близько 30 % жирної олії. В листках знайдено аскорбінову кислоту (близько 200 мг/100 г), вуглеводи,, вони також містять до 25 % клітковини. Трава і насіння талабану польового містять глікозид синігрін, який надає їм яскраво вираженого часникового запаху.

## Поширення та екологія
Талабан польовий розповсюджений скрізь — від субтропіків до Крайньої Півночі. Росте на полях, городах, поблизу житла й уздовж доріг. Талабан засмічує посіви. Він зустрічається повсюдно.
Цвітіння триває з травня до липня, плоди дозрівають з травня до листопада. Запилення за допомогою комах відбувається рідко, найчастіше відбувається самозапилення. Розмножується насінням. За літо дає 2—3 покоління; на кожній рослині утворюється до 60—80 тис. насінин. Недозріле насіння проростає майже так само швидко, як і дозріле. Проростає воно з глибини до 1 см, у глибших шарах ґрунту зберігає схожість протягом 9 років.

## Застосування

### У харчуванні
Жирна олія, що міститься у насінні талабану польового, на смак подібна до лляної (гіркувато-пекуча з гірчичним ароматом), вона придатна для миловаріння і вживання в їжу. У Вірменії вважається кращою олією для засмачування салатів. Рослину розглядали як перспективну сільськогосподарську олійну культуру.
Сто грам зеленого листя талабана містить 200 мг вітаміну C, а також вуглеводи, глюкозиди. З молодих розеткових листків талабану готують весняні салати. Їх не подрібнюють, запобігаючи втраті вітамінів. Окрім олії, солі та крутих січених яєць, салат з талабана польового більше нічого не потребує, бо має легкий часниковий аромат і гострий смак. Салат особливо корисний при зниженій секреції шлунку.

### У медицині
Листки також мають в'яжучі протицинготні, дезинфікуючі, сечогінні, потогінні та тонізуючі властивості. Препарати талабану польового прискорюють та активізують менструальний цикл; у чоловіків стимулюють статеву активність, тому ефективні при лікуванні імпотенції. Водночас, згодовування цієї рослини коровам надає їхньому молоку часникового запаху і неприємного присмаку.

### У промисловості
Цю рослину вирощують у промислових масштабах заради олії, яку переробляють на біодизель. Врожайність становить 1000 фунтів на акр. Там, де талабан польовий поширений як бур'ян, боротися з ним досить важко. Цьому перешкоджає як висока урожайність, так і глибока коренева система, яка певною мірою робить рослину нечутливою до гербіцидів.

## Галерея

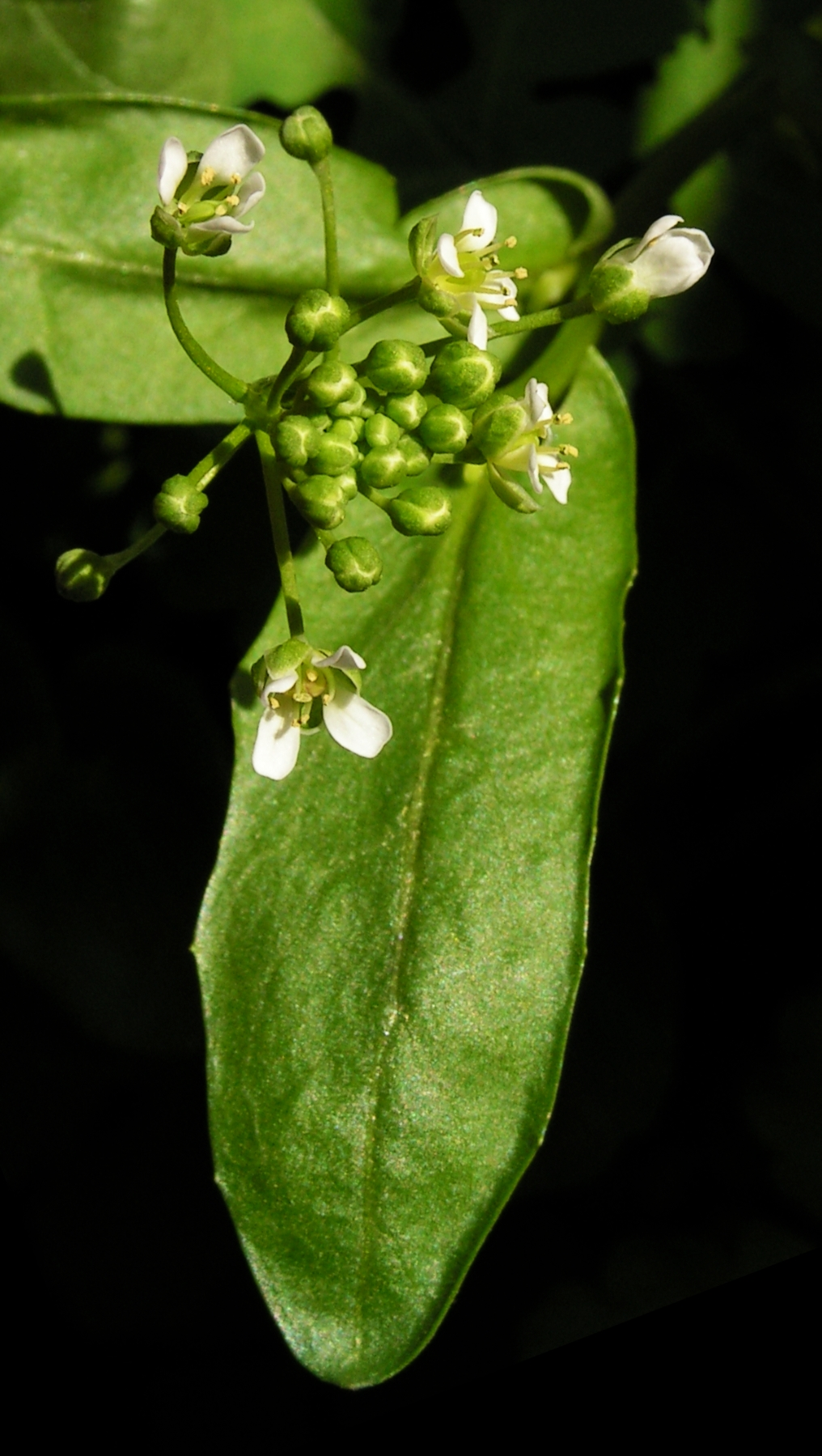
Листок і нерозквітле суцвіття
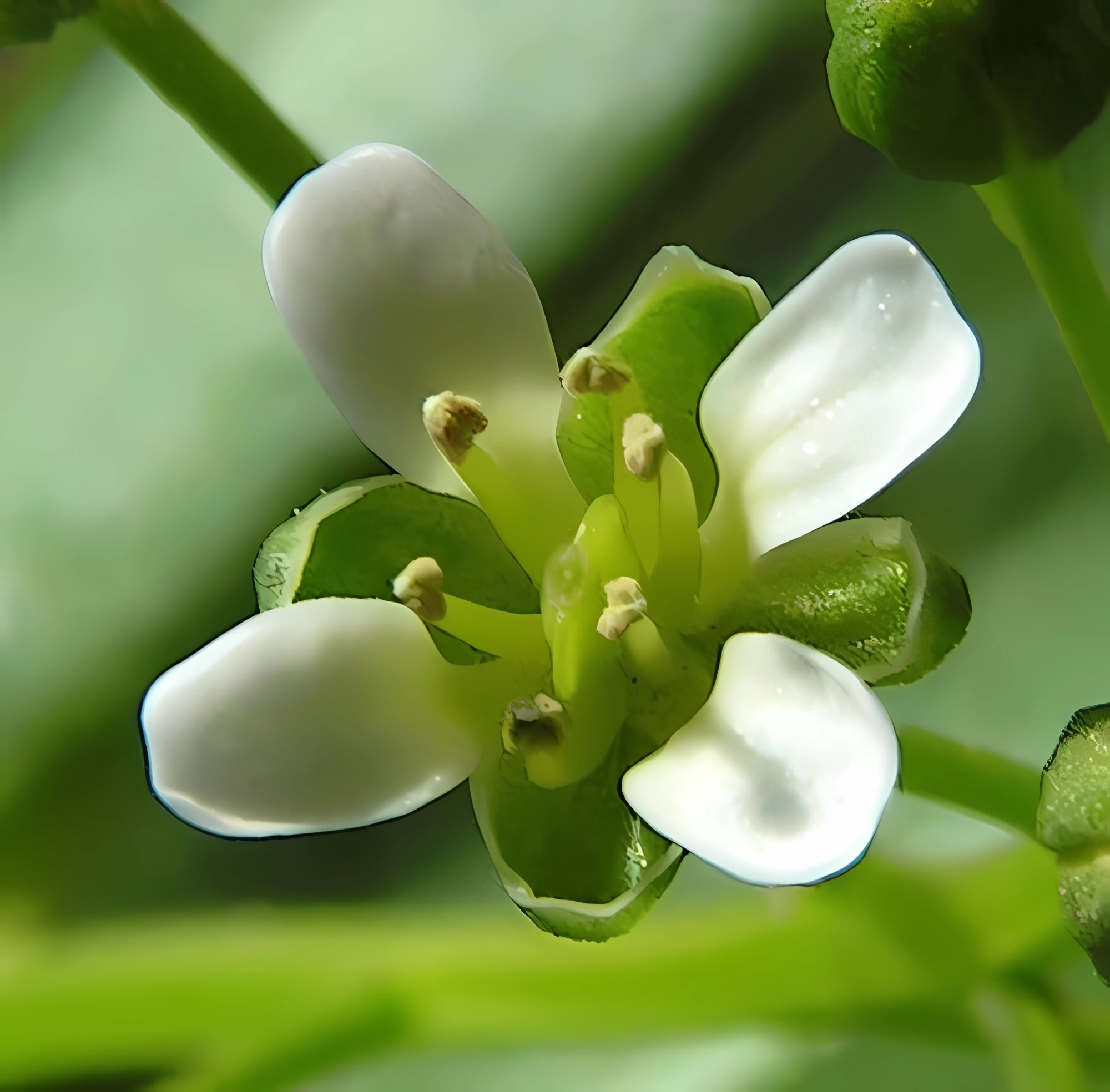
Квітка великим планом
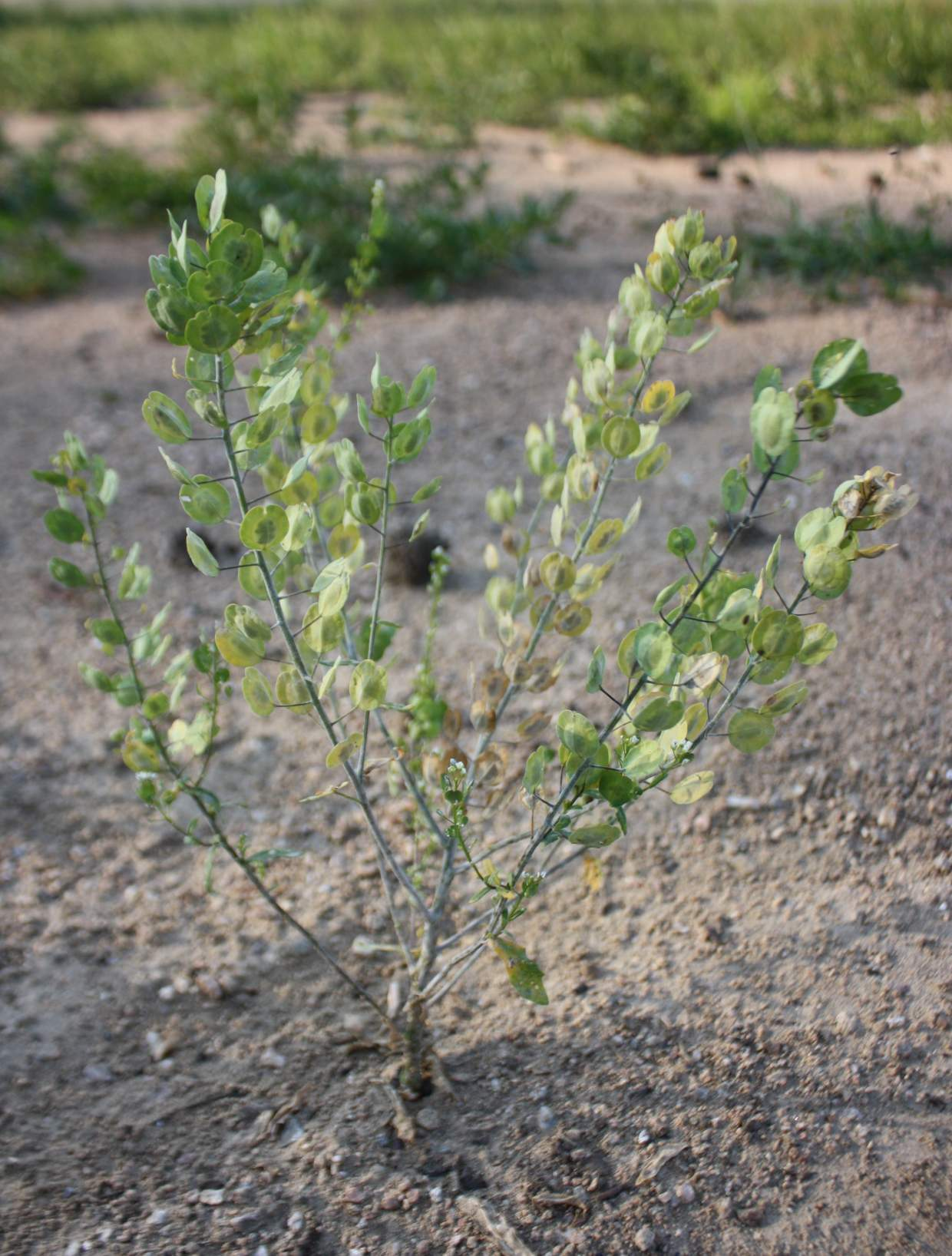
Загальний вигляд рослини під час плодоношення
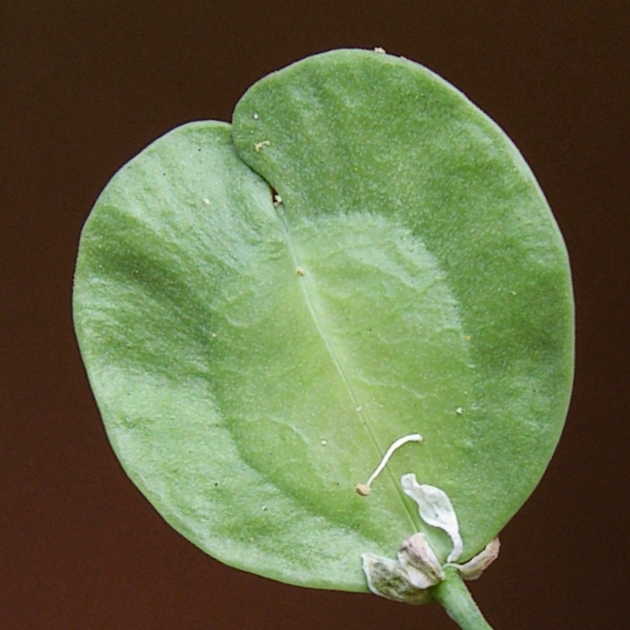
Недозрілий плід
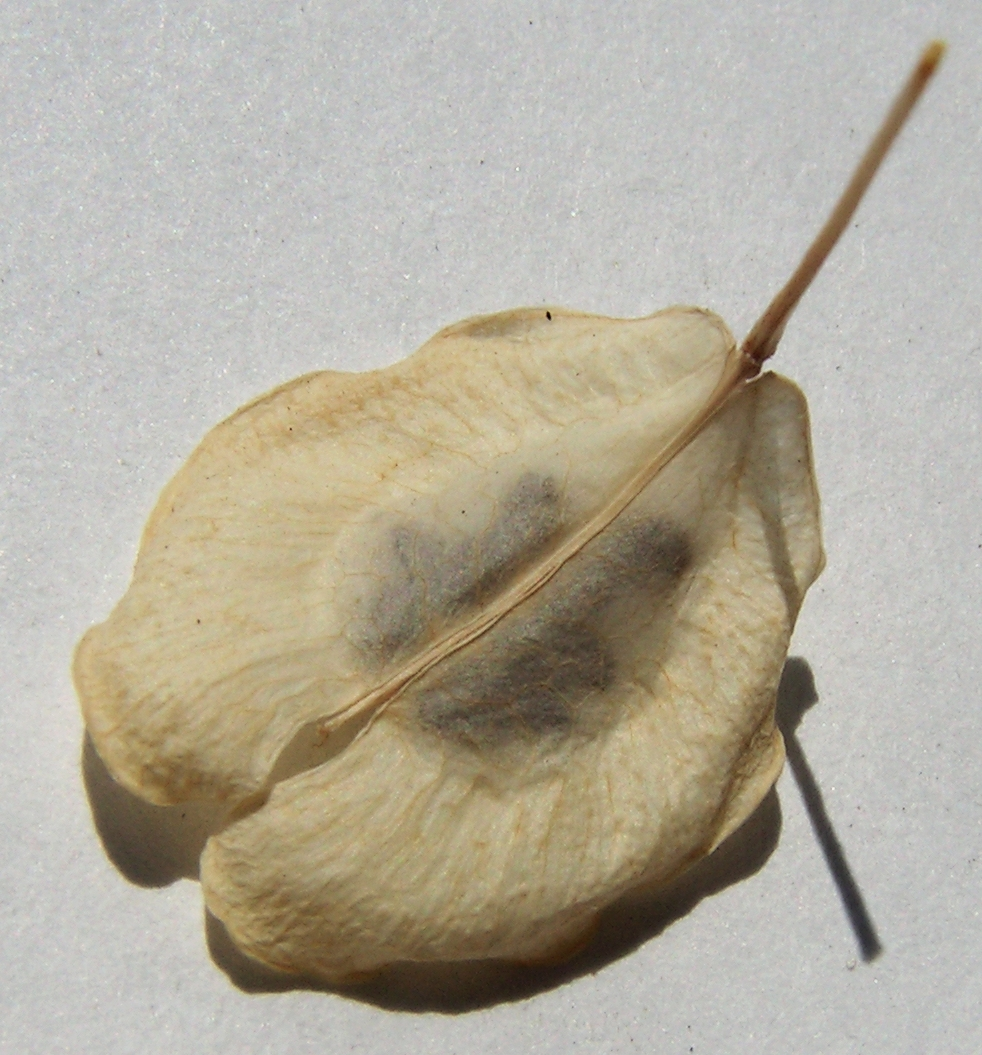
Дозрілий плід
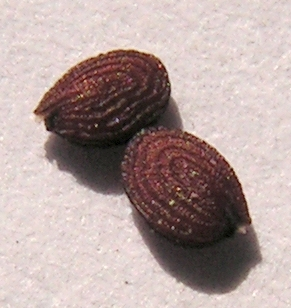
Насіння великим планом

## Синоніми
- Crucifera thlaspi (Roxb.) E.H.L.Krause
- Lepidium thlaspi Roxb.
- Teruncius arvense (L.) Lunell
- Teruncius arvensis (L.) Lunell
- Thlaspi baicalense DC.
- Thlaspi collinum Bieb. M
- Thlaspi strictum Dalla Torre & Sarnth.
- Thlaspidea arvensis (L.) Opiz
- Thlaspidium arvense (L.) Bubani[1]